# Jarosław Kłaput
Jarosław Jan Kłaput (ur. 1965 w Wadowicach) – polski grafik, malarz, performer, projektant, twórca działań parateatralnych i wystawiennik. 

## Życiorys
Ukończył studia na wydziale malarstwa Akademii Sztuk Pięknych w Warszawie w pracowni prof. Stefana Gierowskiego i pracowni interdyscyplinarnej prof. Ryszarda Winiarskiego.
Jest autorem wielu prestiżowych projektów graficznych promujących sztukę polską za granicą oraz twórcą projektów artystycznych wszystkich realizowanych przez pracownię muzeów. Wraz z żoną Barbarą od 1997 prowadzi Pracownię "Kłaput Project", która zaprojektowała Muzeum Dom Rodzinny Ojca Świętego Jana Pawła II w Wadowicach (otwarte w 2013 r.). Są również projektantami ekspozycji głównej Muzeum Jana Pawła II i Prymasa Wyszyńskiego.

## Życie prywatne
Z żoną Barbarą ma trzech synów.

## Ważniejsze prace
- Współautor projektu urządzenia Muzeum Powstania Warszawskiego[6].
- Autor jubileuszowej wystawy Muzeum Warszawy.
- Autor ekspozycji stałej Muzeum Sportu i Turystyki w Warszawie.
- Autor pierwszej wystawy Muzeum Historii Polski w Warszawie "Odważmy się być wolnymi" prezentowanej w salach Muzeum Narodowego w Warszawie.

## Odznaczenia
- Złoty Krzyż Zasługi (2006)[7][8]
- Medal Stulecia Odzyskanej Niepodległości (2021)[9]